# Paramacrobiotus huziori
Espèce
Synonymes
- Macrobiotus huziori Michalczyk & Kaczmarek, 2006

Paramacrobiotus huziori est une espèce de tardigrades de la famille des Macrobiotidae.

## Distribution
Cette espèce est endémique du Costa Rica.

## Publication originale
- Michalczyk & Kaczmarek, 2006 : Macrobiotus huziori, a new species of Tardigrada (Eutardigrada:Macrobiotidae) from Costa Rica (Central America). Zootaxa, no 1169, p. 47–59.